# Erika Lechner
Erika Lechner (28 de mayo de 1947) es una deportista italiana que compitió en luge en la modalidad individual.
Participó en dos Juegos Olímpicos de Invierno en los años 1968 y 1972, obteniendo una medalla de oro en Grenoble 1968 en la prueba individual. Ganó una medalla de plata en el Campeonato Mundial de Luge de 1971, y una medalla de oro en el Campeonato Europeo de Luge de 1971.

## Palmarés internacional
| Juegos Olímpicos   | Juegos Olímpicos   | Juegos Olímpicos | Juegos Olímpicos |
| Año                | Lugar              | Medalla          | Prueba           |
| ------------------ | ------------------ | ---------------- | ---------------- |
| 1968               | Grenoble (Francia) | Medalla de oro   | Individual       |
| Campeonato Mundial |                    |                  |                  |
| Año                | Lugar              | Medalla          | Prueba           |
| 1971               | Valdaora (Italia)  | Medalla de plata | Individual       |
| Campeonato Europeo |                    |                  |                  |
| Año                | Lugar              | Medalla          | Prueba           |
| 1971               | Imst (Austria)     | Medalla de oro   | Individual       |